# Tornac
Tornac là một xã trong vùng Occitanie. Xã Tornac nằm ở khu vực có độ cao trung bình 125 mét trên mực nước biển.